# Улица Кучмин Яр
Краснодонская улица (укр. Краснодонська вулиця) — улица в Соломенском районе города Киева, местность Кучмин яр. Пролегает от площади Петра Кривоноса до Раздельной улицы.
Приобщаются улицы Кудряшова, Локомотивная, Ивана Неходы, переулки Кудряшова, Краснодонский и улица Людмилы Проценко.

## История
Улица возникла в 90-х годах XIX века, имела названия переулок Кучмин Яр или 1-й Кучменный переулок, под последним названием в справочнике «Весь Киев» впервые указана в 1899 году.
С 1926 года — переулок Маркелова, в честь рабочего Главных железнодорожных мастерских Юго-Западной железной дороги, что погиб во время Январского восстания 1918 года против Центральной Рады. В середине 1930-х годов это название вышло из употребления.
Современное название — с 1955 года, в честь города Краснодон, ныне Сорокино в Луганской области.

## Изображения

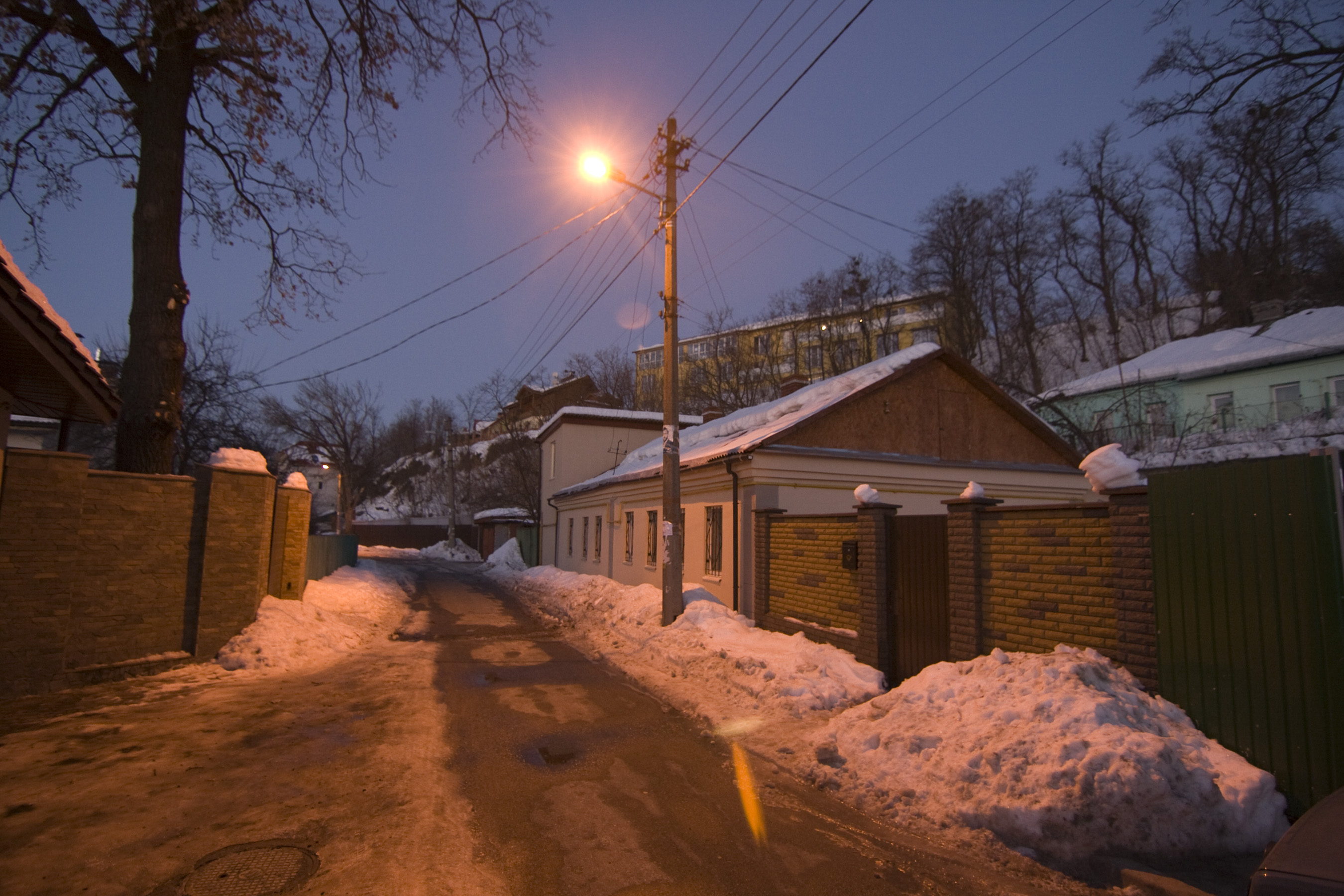
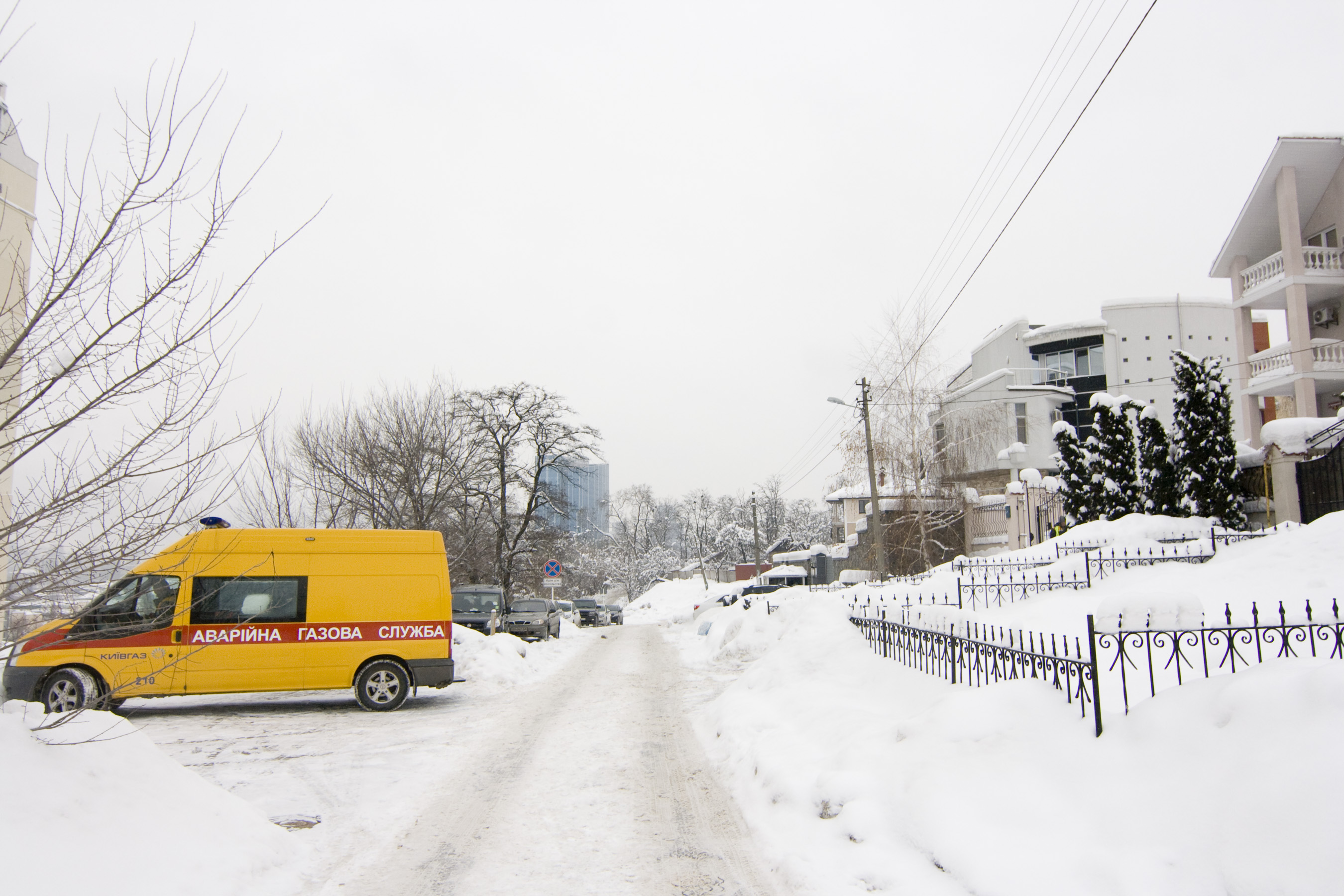
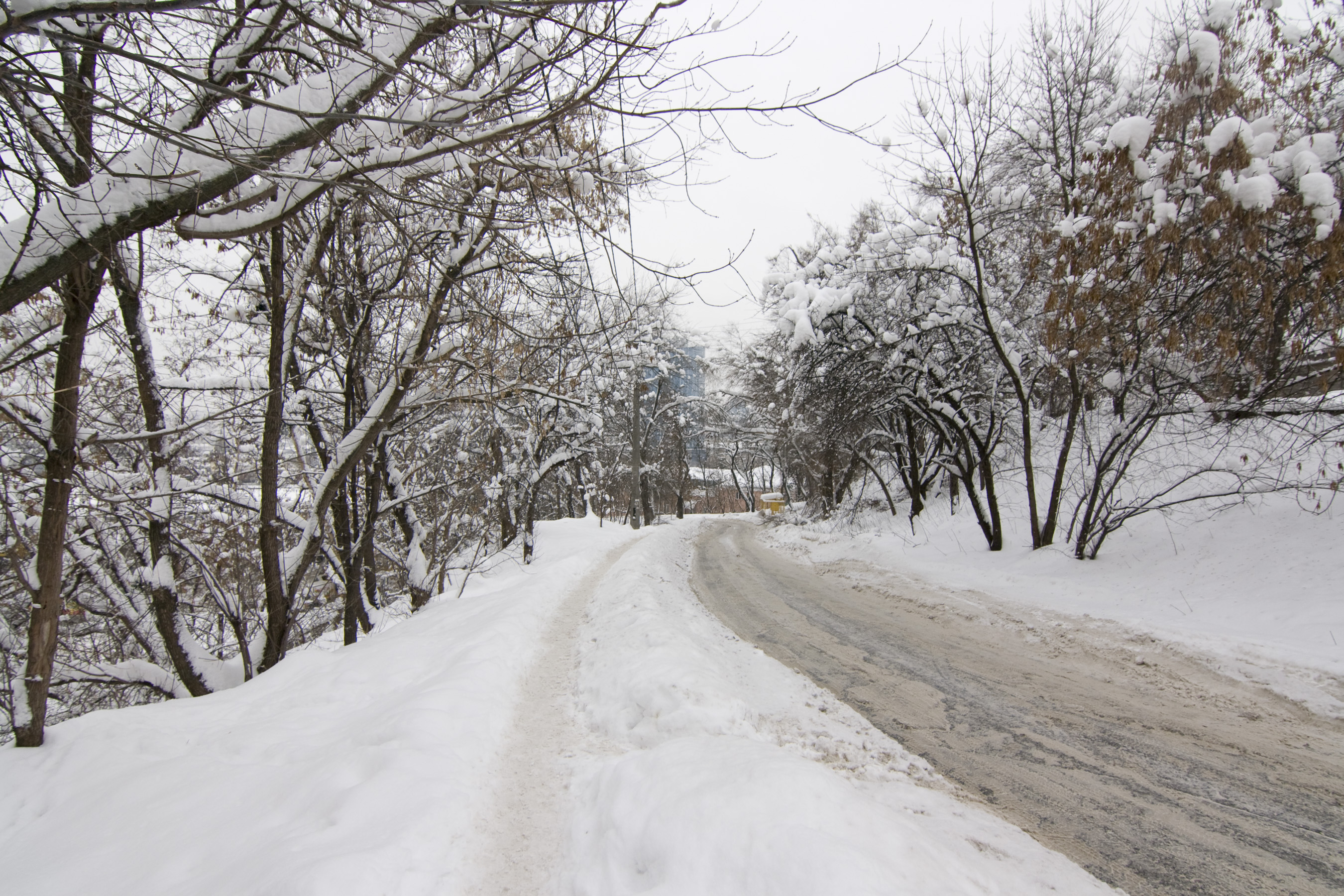